# Le Gué
Le Gué, aussi connu comme Paysage avec des bergers, est une peinture à l'huile sur toile réalisée par le peintre français du baroque Claude Lorrain en 1644. Elle est conservée au musée du Prado à Madrid.

## Historique de l'œuvre
Claude Lorrain est un peintre français établi en Italie. Appartenant à la période de l’art baroque, il s’inscrit dans le courant du classicisme français, dans lequel il excelle dans la peinture de paysage. Dans son œuvre, il reflète un nouveau concept dans l’élaboration du paysage en se basant sur des références classiques, le « paysage idéal », qui met en évidence une conception idéale de la nature et du monde intérieur de l’artiste. Cette façon de traiter le paysage lui donne un caractère plus élaboré et intellectuel et devient l’objet principal de la création de l’artiste, de la mise en forme de sa conception du monde, de son interprétation de sa poésie, qui évoque un espace idéal et parfait.
On ne sait pas qui a commandé le tableau. En 1746, il est enregistré comme propriété de Philippe V (roi d'Espagne) au palais royal de la Granja de San Ildefonso. En 1794, il se trouve au palais royal d'Aranjuez, et y reste au moins jusqu’en 1827. Il passe ensuite au musée du Prado sous le numéro de catalogue PO2257.
Cette œuvre avait un pendant, un autre tableau perdu ou détruit au début du XIXe siècle. Dans l’inventaire de La Granja, on lit : « Deux pays sur toile de Claudio de Lorraine, l’un avec une rivière que traverse des bœufs en direction d’un bâtiment ou d’une colonnade, et l’autre avec une autre rivière avec deux bâtiments sur la rive, l’un de forme ronde et l’autre carrée, trois quarts et deux doigts de haut et huit de large».
Il est signé en bas à droite CLAVDIO GELLE f ROME 164[...].
Cette œuvre figure sous le numéro 85 dans le Liber Veritatis, le cahier de dessins où Claude notait toutes ses œuvres pour éviter les falsifications, avec l'inscription « pour Rome ».

## Description et analyse

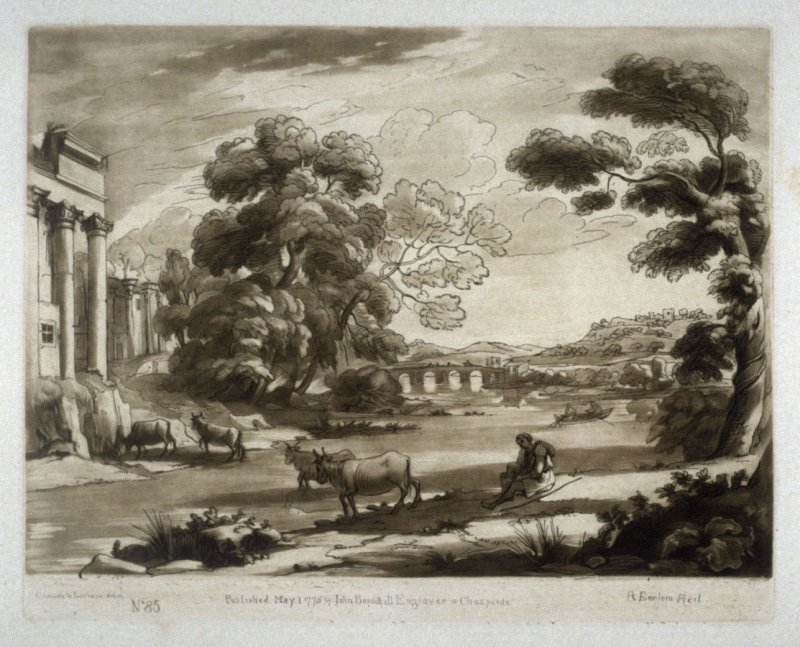
Dessin 85 du Liber Veritatis correspondant à ce tableau.

Ce paysage appartient à la période de maturité de l’artiste. À cette époque, Claude est l’un des plus célèbres peintres de paysage d’Europe, honoré par des souverains comme Urbain VIII et Philippe V. Dans les années 1640, il est influencé par Raphaël à travers les gravures de Marcantonio Raimondi, en particulier pour les personnages, ainsi que par Annibale Carracci et Le Dominiquin, comme dans ses œuvres Paysage avec saint Georges et le dragon (1643), Paysage avec Apollon gardant les troupeaux d’Admetus (1645) et Paysage avec Agar et l'ange (1646).
Le paysage occupe la quasi-totalité de la composition, une image typique de la campagne romaine que Claude a l’habitude de représenter dans ses œuvres. Dans la partie inférieure du tableau, un berger est assis, pieds nus pour traverser la rivière, tandis que quatre vaches traversent le gué qui donne son nom au tableau. De l’autre côté, on voit au loin un autre berger qui a déjà traversé. Dans la partie centrale, une barque traverse la rivière, tandis qu’au fond un pont l'enjambe. Des deux côtés de la rivière, au centre et à droite du tableau, se dressent de grands arbres, tandis que sur la gauche, des bâtiments ont un aspect classique. L’artiste se recrée comme d’habitude dans ses œuvres dans les effets lumineux créés par le ciel, l’eau et la végétation, pleins de transparents et de reflets, qui donnent au tableau un aspect lumineux et paisible, recréant un instant de rêverie idéale, un aspect bucolique constant dans la production de Claude.
La composition du tableau est basée sur une gravure antérieure de Claude de 1636 (Blum nº 18). À nouveau, il reprend cette même composition dans Paysage avec bergers (1670, Alte Pinakothek, Munich). Il existe une autre version de ce tableau conservée à la Legion of Honor de San Francisco, dont les experts doutent de l’attribution entre Claude lui-même ou l’un de ses disciples ou imitateurs, comme Angeluccio, Gian Domenico Desiderii, Gaspard Dughet ou Sébastien Bourdon.
C’est l’une des œuvres les plus réussies de Claude, plus que la série de huit tableaux commandés par Philippe IV pour le palais du Buen Retiro entre 1635 et 1640, en deux groupes : quatre de format longitudinal (1635-38: Paysage avec la tentation de saint Antoine, Paysage avec San Onofre, Paysage avec sainte María de Cervelló et une œuvre inconnue) et quatre de format vertical (1639-41: Paysage avec Tobie et Raphaël, Le Port d'Ostie avec l'embarquement de sainte Paule, Paysage avec Moïse sauvé des eaux du Nil et Paysage avec l'enterrement de sainte Séraphie).
Dans Le Gué, Claude montre un haut degré de maîtrise dans l’exécution sur toile, ce qui représente un signe de maturité et un point culminant dans la production de l’artiste.